# 아르네 야콥센

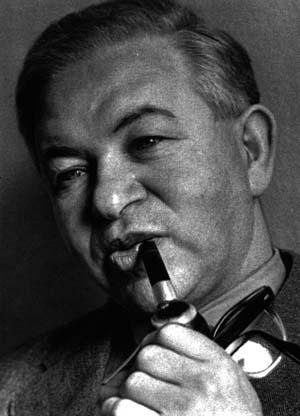

아르네 에밀 야콥센(Arne Emil Jacobsen, 1902년 2월 11일 ~ 1971년 3월 24일)은 덴마크의 건축가, 디자이너이다.
코펜하겐에서 탄생하였다. 덴마크가 자랑하는 대표적인 현대건축가이다. 그는 근대 건축혁명을 북유럽의 풍토 속에 정착시킨 작가라 할 수 있다. 북유럽에서 이전에는 볼 수 없었던 개방적인 밝은 디자인을 조적조(組積造)나 경사지붕 속에서 표현하였다. 그도 르 코르뷔지에나 미스, 그로피우스의 작품에 의해 현대건축의 세례를 받은 한 사람이다. 그가 덴마크 건축계의 지도적인 지위를 확고하게 한 작품은 <세호름의 집합주택>이었다.
그것은 시대의 새로운 흐름을 예리하게 탐지하고 그것을 그가 갖는 예민한 감각으로 북유럽의 풍토 속에 정착시키고 있다. 그 정신은 지금도 그의 창조에 대한 주축을 이루고 있다. 그가 보수적인 것에 입각하여 진보적인 창조활동을 하고 있는 데 대하여, 같은 풍토에서 자라난 우트온이 실험적인 것에서 진보성을 발견해 내고 있는 것은, 건축 속에서 우리들이 항상 대면하고 있는 양면성을 보다 강력하게 느끼게 된다.